# سیارک ۱۵۳۳۳۳
سیارک ۱۵۳۳۳۳ (به انگلیسی: 153333 Jeanhugues، نامگذاری:2001OR50) صد و پنجاه و سه هزار و سیصد و سی و سومین سیارک کشف شده‌است که در ۲۵ ژوئیه ۲۰۰۱ کشف شد.